# Roberto Guastalla
Roberto Guastalla (Parma, 15 agosto 1855 – Viarolo, 3 settembre 1912) è stato un pittore italiano.
Nato in una famiglia di tradizioni militari (il padre Giuseppe era generale dei Carabinieri Reali), svolse i primi studi scolastici a Napoli, dove il padre si trovava in quegli anni in servizio. Dal 1871 al 1876 frequentò i corsi di pittura dell'Accademia Parmense, sotto l'insegnamento di Guido Carmignani. Nel 1883 prestò il servizio militare e poi si iscrisse all'Accademia Militare di Modena, ma nel 1886 l'abbandonò per intraprendere una carriera di pittore. Influenzato dalle opere di Alberto Pasini, si accostò a un tema che divenne dominante nella sua produzione artistica, l'Orientalismo.
Dal 1886 al 1906 fece una lunga serie di viaggi nel vicino Oriente, nei paesi dell'Impero ottomano, in Egitto e in Marocco. Nel 1906 visitò i paesi Balcanici: Croazia, Montenegro, Serbia, Bosnia, Romania ed Ungheria. Nel 1908 visitò la Sicilia, la Tunisia e la Namibia.
Oltre ad eseguire moltissime tele, disegni e bozzetti, usò uno strumento nuovo per quei tempi, la fotografia. Partecipò a diverse esposizioni a Parma, ad iniziare dal 1879, in particolare a quelle triennali organizzate dalla locale Società di Incoraggiamento. Partecipò anche a diverse esposizioni nazionali (di Bologna nel 1888, di Milano nel 1891, di Firenze nel 1892).
Nel 1996 il Museo Fondazione Cariparma ha organizzato una mostra antologica su di lui, dal titolo Roberto Guastalla, pellegrino del sole.

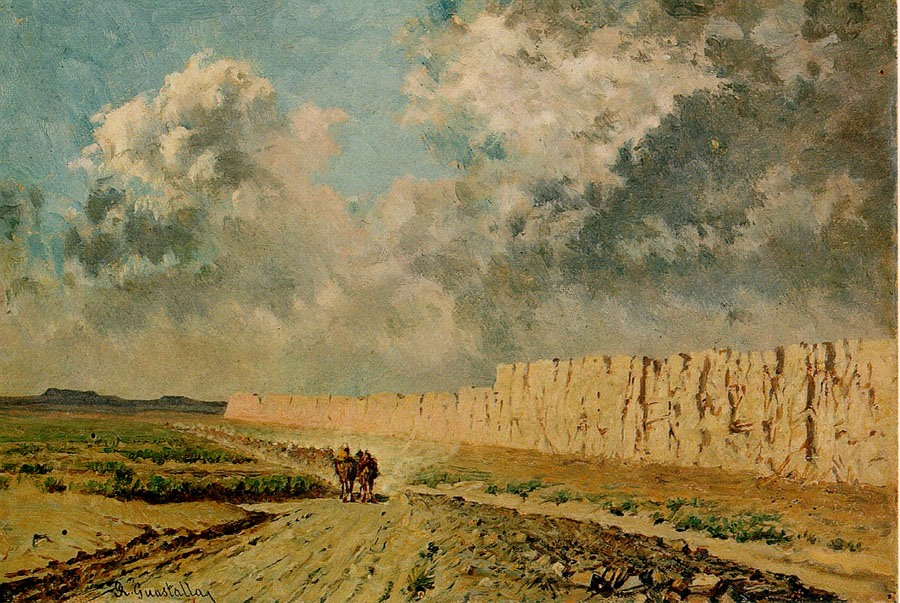
Roberto Guastalla: Paesaggio roccioso con colonna di cammellieri (1898, Museo Fondazione Cariparma)

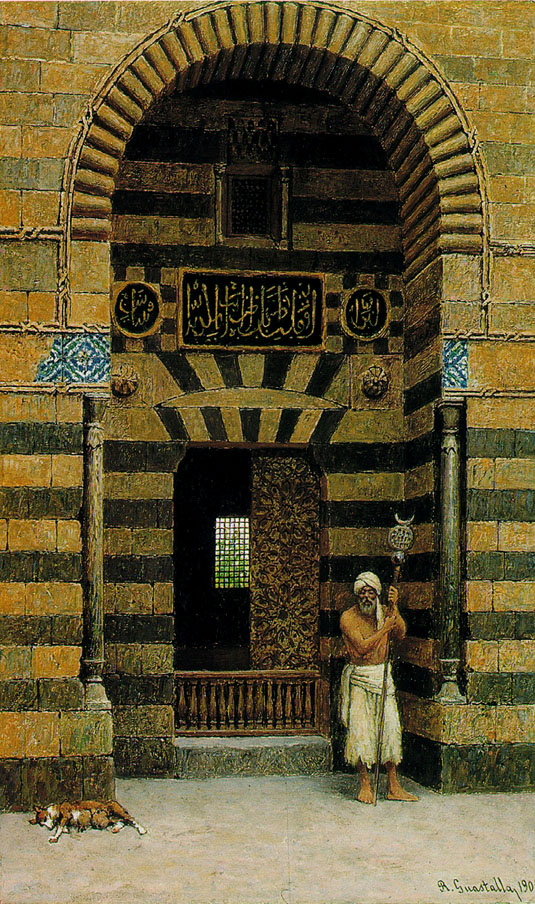
Roberto Guastalla: Santone davanti alla porta di una Moschea (1901, Museo Fondazione Cariparma)

## Opere
- Porto a Martorano (1877)
- Famiglia di Zingari in viaggio (1882)
- Accampamento di una famiglia di Zingari (1882)
- Il Pascolo (ca. 1888)
- Una via del Cairo
- Porta di una Moschea
- Porta della Moschea Sultan Mahmud
- Sebil
- Cavalli Arabi
- A Kors-el-Nil
- In Canareggio
- Canale della Giudecca (1891)
- Una via di Damasco
- Fontana Turca a Scutari
- Bob ummaium, Porta principale del vecchio serraglio
- Sul Nilo presso Il Cairo (1891)
- Reggimento Cavalleria Nizza alle grandi manovre nell'Emilia (1887)
- Porta di un Hamman a Damasco
- Porta araba del Kan Hassat Pascià
- Cammellieri Fellah (1891)
- Altipiano del Makkatam
- Il Mahmul. Partenza della gran carovana per la Mecca
- Assalto di una carovana
- Tudmor
- Mausoleo del sultano Hakim
- Donna negra seduta che fuma (1897)
- Caccia al falco in Oriente
- Porta di un Bazar
- Palazzo Contarini del Canal Grande
- Rio nel Sestiere San Marco
- Botteghe moresche a Tangeri (1900)
- Mercato presso Cairo (1900)
- In viaggio per Fez (1900)
- Statuetta di Giovane berbero (1900)
- Statuetta di Cavaliere marocchino (1900)
- Porta di un fondàk a Fez (1905)
- Villaggio arabo (1905)
- Un ramo del Nilo (1905)
- Tombe dei Sultani Mammalucchi (1905)
- Bazar al Cairo (1905)
- Una via di Fez (1905)
- Una via di Beirut (1905)
- Ad Alkazar (1905)
- Cavallo Arabo (1905)
- Corpo di guardia delle prigioni (1905)
- Botteghe moresche a Tangeri (1905)
- I mulini a vento della Mancia (1905)
- Gitana del Sacro monte (1905)
- Al bario de gitanos (1905)
- Schiava negra (1905)
- Fontana a Serraievo (1910)
- Tempio di Karnak (1910)
- Ramesseum (1910)
- Mattino in Oriente (1910)
- Pascolo (1910)
- Cavaliere tunisino (1910)
- Tempio di Luxor (1910)
- Fontana a Brussa (1910)
- Tende di Zingari (1910)
- Ruine di Selinunte (1910)
- Cavaliere montenegrino (1910)